# Lillehavn
57°59′34″N 7°5′17″Ø / 57.99278°N 7.08806°Ø
Lillehavn er en bygd i Lindesnes kommune i Vest-Agder fylke i Norge. Den ligger næsten helt yderst på Lindesneshalvøen, mellem Ramsland og Lindesnes fyr.
Lillehavn er sidste havn på østsiden af fyret, og er en yndet havn for bådfolket til at  vente på godt vejr  for at gå rundt om  fyret.
Fra gammel tid var den en traditionsrig fiskehavn med indladning, forædling og fabrikker. I dag er der ingenting tilbage af dette, og de industrielle bygninger er nedrevet og nye ferielejligheder er opført.
 Der er for få eller ingen kildehenvisninger i denne artikel, hvilket er et problem. Du kan hjælpe ved at angive troværdige kilder til de påstande, som fremføres i artiklen.